# The Gloria Story
The Gloria Story är ett svenskt rockband från Skövde. Det bildades bildades 2009. Bandet bestod då av Filip Rapp (gitarr, sång, percussion), Kid (gitarr, sång), Joakim Ståhl (gitarr, sång), Henrik Siberg (trummor) och Carl Ahlander (gitarr).
Deras första album Shades of White låg etta på svenska hårdrockstoppen under sommaren 2011. Skivan är producerad av Anders "Boba Fett" Lindström från The Hellacopters. The Gloria Story sålde platina med singeln "OhNo", som släpptes 2010. Platinaskivan delades ut av Gain Music Entertainment vid en spelning i Göteborg i november 2011.
The Gloria Story  spelar 1970-tals-influerad modern rock, och är känt för sina energiska scenshower. Bandet har ofta blivit jämfört med The Arks scenframträdanden. Sedan 2009 har bandet gjort över 300 livespelningar, och är ett mycket aktivt band på den skandinaviska rock-scenen. The Gloria Story har uppträtt på bland annat Sweden Rock Festival och Festival Töreboda 2012.

## Medlemmar
Nuvarande medlemmar
- Filip Rapp – sång, gitarr, slagverk (2009–idag)
- Henrik Siberg – trummor (2009–idag)
- Carl Ahlander – gitarr (2009–idag)
- Fredrik Axelsson – gitarr, basgitarr, bakgrundssång (2012–idag)
- Jocke Rang – basgitarr (2014–idag)[4]

Tidigare medlemmar
- Juan "Kid" Sallrot – sång, gitarr (2009–2014)[4]
- Joakim Ståhl – basgitarr, bakgrundssång (2009–2012)[5]

## Diskografi
Studioalbum
- 2011 – Shades of White
- 2013 – Born to Lose
- 2015 – Greetings from Electric Wasteland

EP
- 2012 – Out of the Shade

Singlar
- 2010 – "OhNo"